# Camp (Îles Malouines)
Pour les articles homonymes, voir Camp.
Le Camp (dérivé du mot espagnol campo signifiant campagne) est le terme utilisé dans les îles Malouines pour désigner les secteurs situées en dehors de Port Stanley, capitale et unique ville notable du secteur.
Il s'agît de la seconde circonscription électorale des Malouines. Elle est représentée par trois membres sur onze élus à l'assemblée législative.

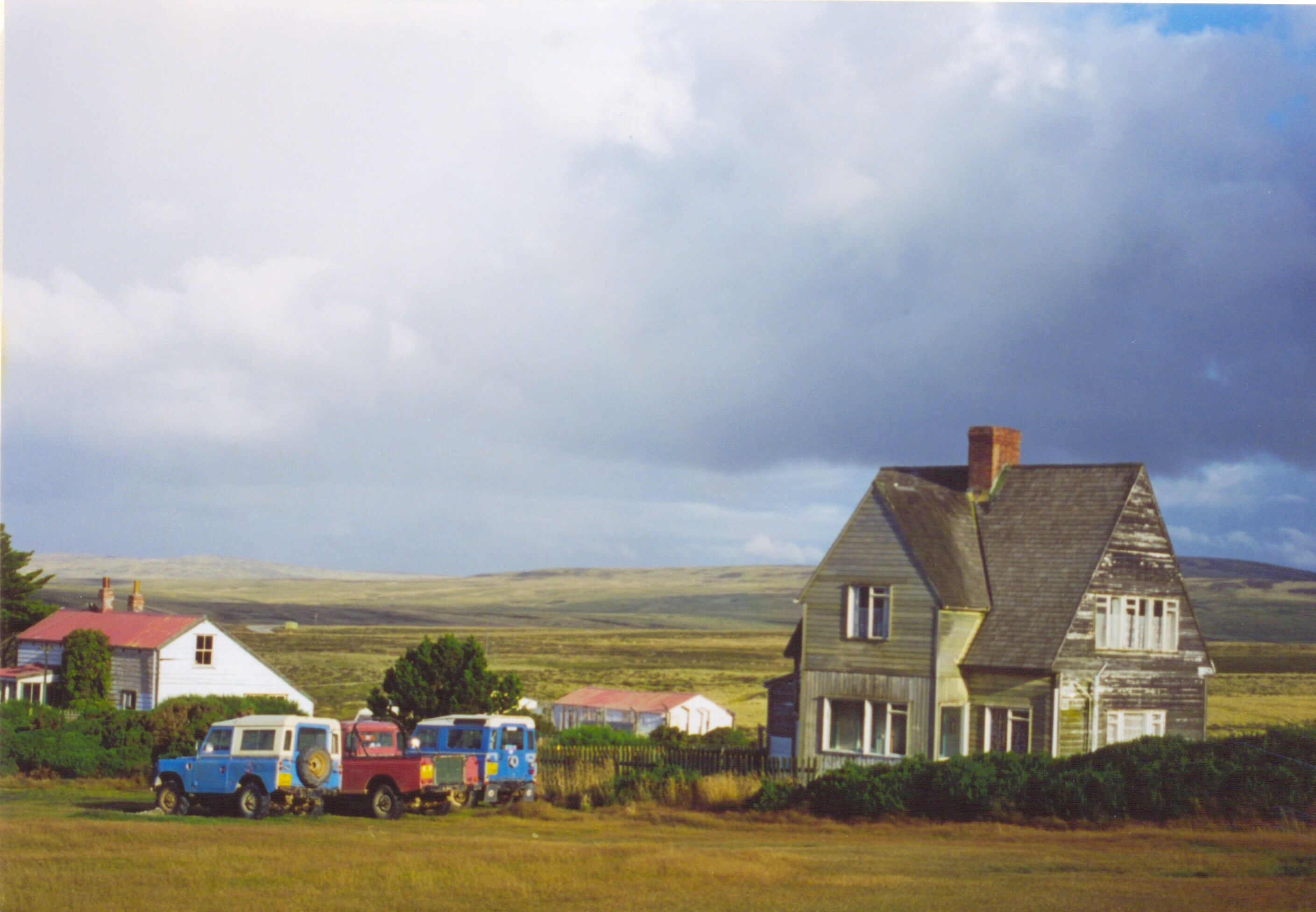
Implantation dans le Camp